# بورتون (كورنوال)
بورتون (بالإنجليزية: Burraton)‏ هي قرية تقع في المملكة المتحدة في كورنوال.